# Parque Buda

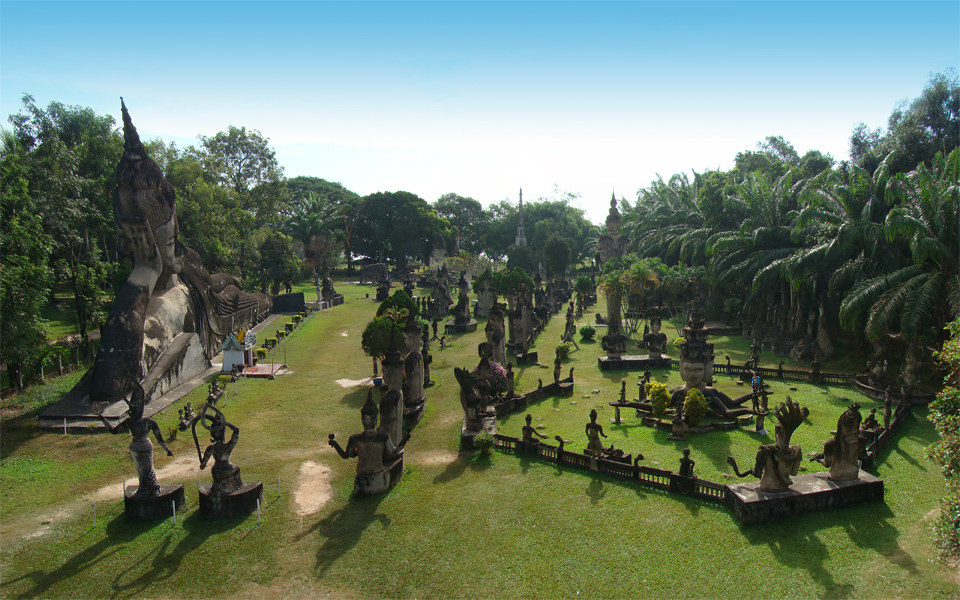
Parque Buda

El Parque Buda es un parque religioso Budista, se encuentra a unos 25 km de la capital de Laos, Vientiane, en él se encuentran más de 200 estatuas de Buda y otras figuras religiosas.

## El Parque
El Parque Buda se encuentra lleno de prados, bañados por el río Mekong. También es llamado Wat Xieng Khuan, y es considerado una ciudad espiritual. El parque fue construido en 1958. Luang Pu Bunleua Sulilat  fue un sacerdote chamán que seguía las tradiciones y costumbres del hinduismo y del budismo, y encargado de la construcción del parque. Las estatuas están hechas de cemento y tienen unos diseños muy originales. Las estatuas parecen tener siglos de antigüedad, pero la verdad es que son relativamente modernas. Hay numerosas esculturas de Buda, y de numerosos personajes de la tradición hindú. 
Las esculturas representan principalmente a seres humanos, dioses, animales y demonios. Una de las estatuas más llamativas, tiene la forma de una calabaza, y es particular porque tiene una leyenda, que dice, representa tres niveles de la vida espiritual: el infierno, el cielo y la tierra. También se encuentra una legión de tentáculos, cabezas de dragón, colas de pez y calaveras de distintas formas. Pero quizá la estatua más representativa del lugar, es la de un Buda enorme, de unos 40 metros de altura, que se encuentra recostado a lo largo.

## Entrada
Al parque se puede llegar en los llamados "tuk tuk", o en autobús público de la ciudad de Vientián. Los visitantes pueden ingresar a través de una apertura que es una boca de varios metros de altura, del demonio de la cabeza. Al final del parque se puede acceder a la cima de un monumento, donde se puede ver completamente el parque.